# Věra Procházková (rychlobruslařka)
Věra Procházková (31. července 1933 – 30. října 2017 Praha) byla česká sportovkyně, reprezentantka Československa v rychlobruslení, závodnice v cyklistice a hráčka pozemního hokeje.

## Sportovní kariéra
Sportovala od útlého dětství. Známou se stala především jako rychlobruslařka, závodila za pražský klub Dynamo Praha. Po uzavření dráhy na Strahově dojížděla na závody na dráhu ve Svratce. Byla několikanásobnou mistryní Československa, které také reprezentovala na mistrovstvích světa v letech 1956 a 1957 a na evropském šampionátu v roce 1971.
Věnovala se také pozemnímu hokeji (se Slavojem Vyšehrad vyhrála titul mistryně republiky) a cyklistice (dvakrát získala titul mistryně Československa ve sprintu).
Po skončení rychlobruslařské kariéry ve druhé polovině 70. let 20. století se držela v ústraní. V červnu 2019 byla nalezena mrtvá ve svém pražském bytě. Podle soudní pitvy stanovil soud datum jejího úmrtí na říjen 2017.